# ABC (datorprogram)

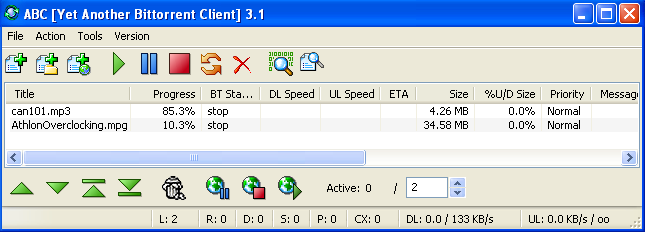
Yet Another Bittorrent Client.

ABC (Yet Another Bittorrent Client) är en Bittorrentklient som baseras på klienten Bittornado.